# Cardona (Filippine)
Cardona è una municipalità di terza classe delle Filippine, situata nella Provincia di Rizal, nella regione di Calabarzon.
Cardona è formata da 18 baranggay:
- Balibago
- Boor
- Calahan
- Dalig
- Del Remedio (Pob.)
- Iglesia (Pob.)
- Lambac
- Looc
- Malanggam-Calubacan
- Nagsulo
- Navotas
- Patunhay
- Real (Pob.)
- Sampad
- San Roque (Pob.)
- Subay
- Ticulio
- Tuna